# 非戦論

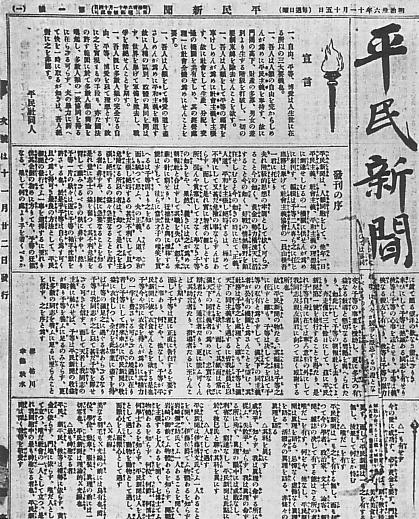
平民新聞創刊号

非戦論（ひせんろん）とは、戦争および武力による威嚇や武力の行使を否認し、戦争ではない手段・方法によって問題を解決し、目的を達成しようという主張、社会運動である。

## 概要

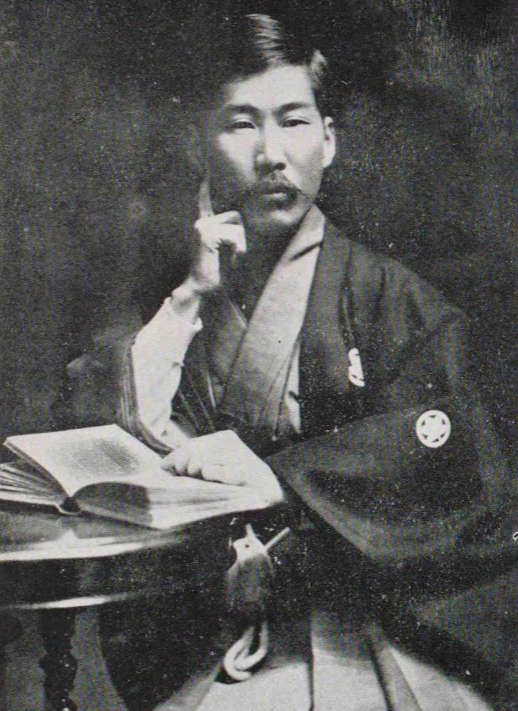
幸徳秋水
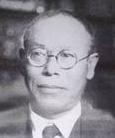
堺利彦

日本での社会運動としての非戦論は、19世紀末の明治時代にあらわれ、日露戦争前夜には、幸徳秋水・堺利彦らが『万朝報』や週刊『平民新聞』紙上で、社会主義の考え方を背景に非戦を訴えた。
日本においては、イギリスやアメリカのように、組織的な徴兵反対運動や兵役忌避者団体は組織されることがなかった。しかし灯台社（エホバの証人）の明石順三のように信者である長男の真人や伝道者の村本一生の1939年の兵役拒否に関連して治安維持法違反で懲役10年の刑を受けた者はいた。
第二次世界大戦後には、平和運動が主流となる。

## 内村鑑三と非戦論

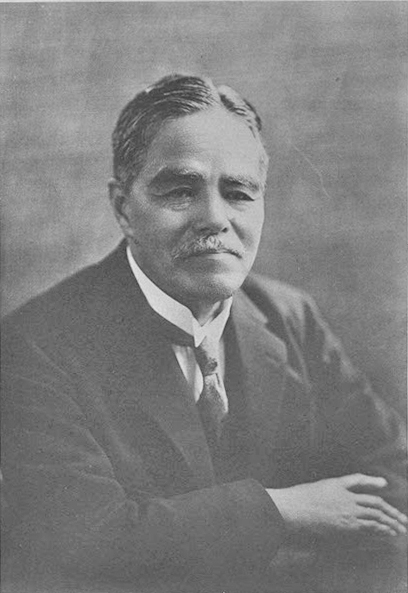
内村鑑三

キリスト教信者である内村鑑三の非戦論は、「戦争政策への反対」と「戦争自体に直面したときの無抵抗」という二重表現を通じて、あらゆる暴力と破壊に抗議し、不義の戦争時において兵役を受容するという行動原理を正当化した。
内村は、その立場から日露戦争に反対する言論を展開した。内村に「徴兵拒否をしたい」と相談に来た青年に対しては、同様の立場から「家族のためにも兵役には行った方がいい」と発言した。例えば、斎藤宗次郎は、内村に影響されて非戦論を唱え、「納税拒否、徴兵忌避も辞せず」との決意をしたが、後に内村の説得により翻意している。
内村の非戦論は「キリストが他人の罪のために死の十字架についたのと同じ原理によって戦場に行く」ことを信者に対して求める無教会主義者の教理に基づく。「一人のキリスト教平和主義者の戦場での死は不信仰者の死よりもはるかに価値のある犠牲として神に受け入れられる。神の意志に従わなければ、他人を自分の代りに戦場に向かわせる兵役拒否者は臆病である」と述べて、内村は弟子に兵役を避けないよう呼びかけた。
内村は「悪が善の行為によってのみ克服されるから、戦争は他人の罪の犠牲として平和主義者が自らの命をささげることによってのみ克服される」と論じ、「神は天においてあなたを待っている、あなたの死は無駄ではなかった」という言葉を戦死者の弟子に捧げた。また、若きキリスト教兵役者に「身体の復活」と「キリストの再臨」（前者は個人の救い、後者は社会の救い）の信仰に固く立つよう勧めた。

## 仏教と非戦論
真宗大谷派僧侶高木顕明は自身の深い仏教信仰に基づき非戦論を主張した。

## 文学者の非戦論
与謝野晶子や木下尚江ら文学人は、非戦をテーマにした文学を発表した。しかし、与謝野晶子は日露戦争の際は、「君死に給うことなかれ」と反戦の歌を作ったが、太平洋戦争の際は、戦争を賛美する歌を作っている。
戦後、坂口安吾は無抵抗主義に基づく独自の非戦論を述べている。

## 21世紀初頭の非戦論
アメリカ同時多発テロ事件以降、非戦論を再評価する活動家もいる。

## 関連書籍
- 非戦 坂本龍一著 ISBN 4344001443
- 非戦論 富岡幸一郎著